# Katrin Klujber
Katrin Gitta Klujber (Dunaújváros, 21 april 1999) is een Hongaarse handbalspeler die speelt voor Ferencvárosi TC en het Hongaarse nationale team.

## Carrière

### Club
Katrin Klujber begon met handballen in haar geboorteplaats Dunaújváros. Vanaf 2015 speelde de linkshander voor het damesteam van Dunaújvárosi Kohász KA in de hoogste Hongaarse divisie. Daar werd ze voornamelijk ingezet op de rechter hoek. Naast de Hongaarse competitie namKlujber alle seizoen dat ze daar onder contract stond deel aan de EHF Cup. In seizoen 2015-2016 werd de EHF Cup gewonnen door DKKA.
In december 2018 verhuisde Klujber naar competitierivaal Ferencváros Budapest, waar ze vanaf dat moment voornamelijk als rechter opbouw speelde. Sinds het seizoen 2018/19 neemt ze met Ferencváros regelmatig deel aan de EHF Champions League. In 2021 won ze met Ferencváros het Hongaarse kampioenschap en in 2022 de Hongaarse beker.

### Nationaal team
Klujber nam met het Hongaarse jeugdteam deel aan het EK U-17 2015, waar ze de bronzen medaille won. Op het WK U-18 dat het jaar daarop werd gehouden, verloor Hongarije in de kwartfinales van Noorwegen.  Daarna werd ze geselecteerd voor het Hongaarse U-19 team. Ze eindigde als vierde met Hongarije op het EK U-19 2017. Ze werd ook geselecteerd voor het all-star-team. Omdat finalist Rusland vanwege een dopingovertreding uit de uitslag werd geschrapt, ontving Hongarije de bronzen medaille. Het jaar daarop won ze de gouden medaille op het WK U-20. 
Op 24 maart 2019 debuteerde Klujber voor het Hongaarse nationale team in een wedstrijd tegen Japan. In hetzelfde jaar nam ze met Hongarije deel aan het wereldkampioenschap. Tijdens dat toernooi scoorde ze 14 doelpunten. In 2020 speelde Klujber met Hongarije op het EK in Denemarken. Een jaar later behoorde ze tot Hongaarse selectie voor de Olympische Spelen in Tokio. Tijdens het Europees kampioenschap 2022 scoorde ze in totaal 38 doelpunten en werd geselecteerd voor het all-star-team.